# Hubina
Hubina es un municipio del distrito de Piešťany en la región de Trnava, Eslovaquia, con una población estimada a final del año 2024 de 533 habitantes.
Se encuentra ubicado en el centro-este de la región, cerca del río Váh (cuenca hidrográfica del Danubio) y de la región de Nitra.

## Demografía
| Año        | 1994 | 2004    | 2014    | 2024    |
| ---------- | ---- | ------- | ------- | ------- |
| Población  | 516  | 480     | 491     | 533     |
| Diferencia |      | −6,97 % | +2,29 % | +8,55 % |

| Año        | 2023 | 2024    |
| ---------- | ---- | ------- |
| Población  | 513  | 533     |
| Diferencia |      | +3,89 % |